# فرودگاه بین‌المللی اورلاندو (فلوریدا)

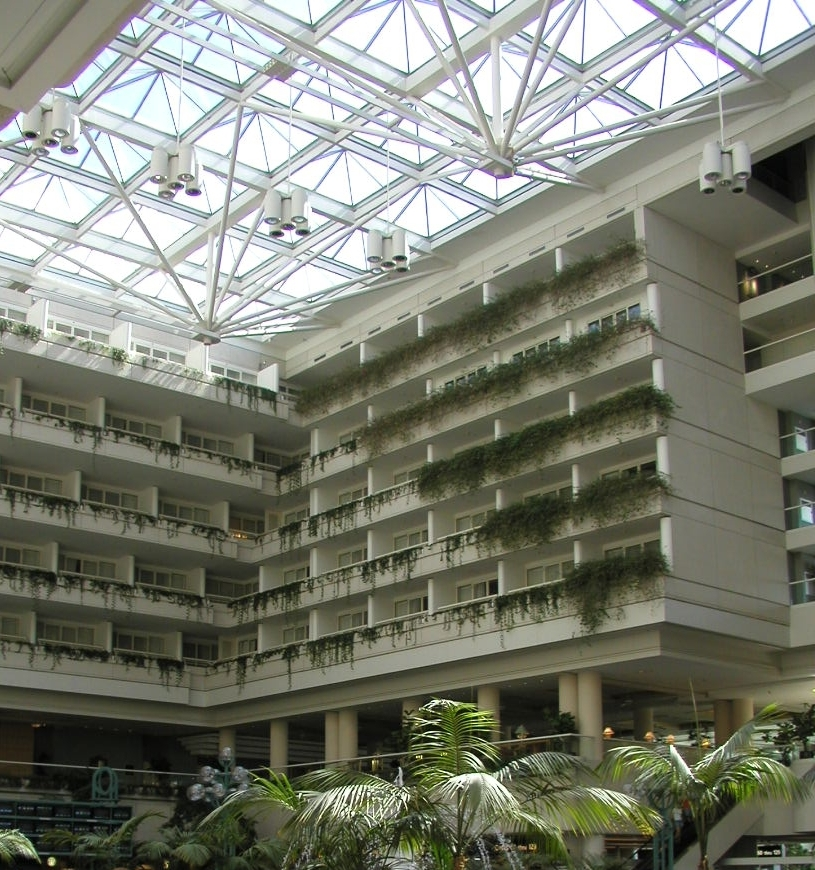
نمایی از هتل داخل ترمینال فرودگاه

فرودگاه بین‌المللی اورلاندو (به انگلیسی: Orlando International Airport) فرودگاهی بین‌المللی است که در شهر اورلاندو در ایالت فلوریدا واقع شده و از پر رفت‌وآمدترین فرودگاه‌های آمریکا می‌باشد.